# Jan-Carl von Rosen
Jan-Carl Adolf Eugén von Rosen, född 8 januari 1929 i Engelbrekts församling i Stockholm, död 31 mars 2016, var en svensk greve, jurist och företagsledare.

## Biografi
Jan-Carl von Rosen var son till legationsrådet, greve Adolf von Rosen och grevinnan Elsa, ogift von Rosen, senare omgift Bernadotte. Han blev juris kandidat vid Stockholms högskola 1953, gjorde sin tingstjänstgöring 1954–1956 och var fiskal i Svea hovrätt 1957. Han började sedan i svärfaderns företag Maskin AB Karlebo där han var direktörsassistent 1958–1960, vice VD 1961–1962 och VD 1963–1984 samt styrelseordförande 1984–1990.
Han blev kammarjunkare 1957, kammarherre 1967 samt vice ceremonimästare hos kung Carl XVI Gustaf 1980.
Jan-Carl von Rosen var Stockholms handelskammares besiktningsman 1962–1982, styrelseledamot i Swedish Chamber of Commerce of USA 1963–1973, fullmäktige i Stockholms handelskammare från 1964, styrelseledamot i Sveriges tekn-ind skiljedomsinstitut 1965–1980, Institutet mot mutor från 1966, British-Swedish Chamber of Commerce från 1968 (vice ordförande), Libanons generalkonsul i Stockholm 1969–1975, styrelseledamot i Tysk-svenska handelskammaren (vice ordförande), Stockholmsmässan AB, Länsförsäkringar, Svenska Johnson’s vax AB (ordförande) från 1978, ledamot IVA:s industriella råd 1985–1992, konsul Elfenbenskusten 1978–1985, Niger från 1986.
Jan-Carl von Rosen mottog 1998 H.M. Konungens medalj i 12:e storleken i serafimerordens band.
Han var 1953–1971 gift med filosofie kandidat Ingrid Karlebo (1930–1995), dotter till ingenjören Selim Karlebo och Ebba, ogift Nordmark. Under denna tid föddes fyra barn i familjen: kostymdesignern Caroline von Rosen (född 1954), Karlebo-VD:n Fredrik von Rosen och hans tvillingsyster skådespelaren Anna von Rosen (födda 1956) samt författaren Maria von Rosen (född 1959). Den sistnämnda, Maria, var dock biologisk dotter till Ingmar Bergman.
Andra gången var han gift 1972–1977 med Mariana Mörner af Morlanda (född 1935). Tredje gången var han gift 1977–1983 med Barbro Janson (född 1931). Fjärde gången gifte han sig 1985 med personaladministratören Marianne Axelsson (född 1940), dotter till redaktören George Axelsson och Eva, ogift Rudenschöld.

## Utmärkelser[9]
- H.M. Konungens medalj i 12:e storleken med seraffimerblått band.[6]
- Kommendör 1:a klass av Finlands Lejons Orden
- StorOfficer av Italienska republikens förtjänstorden
- StorOfficer av Luxemburgs Adolf av Nassaus civil- och militärförtjänstorden
- Kommendör av Belgiska Kronorden
- Kommendör av Norska Sankt Olavs orden
- Kommendör av Nederländska Oranien-Nassauorden
- Kommendör av Förbundsrepubliken Tysklands förtjänstorden
- Kommendör av Isländska falkorden
- Kommendör av Lettlands Tre Stjärnors orden
- Kommendör av Franska Hederslegionen
- Kommendör av Österrikiska Republikens förtjänstorden